# مقاطعة نورمان (مينيسوتا)
مقاطعة نورمان (بالإنجليزية: Norman County)‏ هي إحدى مقاطعات ولاية مينيسوتا في الولايات المتحدة الأمريكية.